# Хибе
Хибе (слч. Hybe) насељено је мјесто са административним статусом сеоске општине (слч. obec) у округу Липтовски Микулаш, у Жилинском крају, Словачка Република.

## Становништво
| Година:    | 1994. | 2004.   | 2014.   | 2024.   |
| ---------- | ----- | ------- | ------- | ------- |
| Број људи: | 1678  | 1602    | 1489    | 1457    |
| Разлика:   |       | -4,52 % | -7,05 % | -2,14 % |

| Година:    | 2023. | 2024.   |
| ---------- | ----- | ------- |
| Број људи: | 1464  | 1457    |
| Разлика:   |       | -0,47 % |

Према подацима о броју становника из 2011. године насеље је имало 1.509 становника.

## Галерија
- Quo vadis
- Кућа, D. Chrobák
- Кућа, Albert Škarvan
- Кућа, Albert Škarvan
- Црква
- Црква

### Меморијске плоче
- Albert Škarvan
- Albert Škarvan
- Ján Bakoss
- Ján Šimkovic
- Ľudevít Orphanides